# Sela pri Štravberku
Sela pri Štravberku so naselje v Občini Novo mesto. Ležijo severno od Novega mesta.